# Dominicas de la Congregación de Santa Catalina de Siena de Racine
La Congregación de Santa Catalina de Siena de Racine (oficialmente en inglés: Dominican Sisters of the Congregation of St. Catherine of Siena of Racine) es un instituto religioso católico femenino, de vida apostólica y de derecho pontificio, fundado por la religiosa alemana Benedikta Bauer, en Racine (Estados Unidos), en 1862. A las religiosas de este instituto se les conoce como Dominicas de la Congregación de Santa Catalina de Siena de Racine o simplemente como dominicas de Racine. Las mujeres de esta congregación posponen a sus nombres las siglas O.P.

## Historia
La congregación fue fundada por la religiosa alemana Benedikta Bauer, por entonces priora del monasterio de monjas dominicas de la Santa Cruz de Ratisbona. En 1858 obtuvo el permiso para abrir un nuevo monasterio abierto a la misión en Estados Unidos. Luego de pasar un tiempo en el monasterio de la Santa Cruz de Brooklyn, Bauer se estableció en Racine, por mandato del obispo de Milwaukee, Johann Martin Henni, en 1862. Las religiosas asumieron la dirección de la St. Mary's School y abrieron una academia en el monasterio. Debido a sus nuevas obligaciones no pudieron seguir observando la clausura y pidieron ser agregadas a la Tercera Orden de Santo Domingo.
El instituto fue agregado a la Orden de los Predicadores el 12 de julio de 1877 y recibieron la aprobación pontificia de parte del papa Pío X, mediante decretum laudis del 9 de mayo de 1905.

## Organización
La Congregación de Santa Catalina de Siena de Racine es un instituto religioso de derecho pontificio y centralizado, cuyo gobierno es ejercido por una priora general. La sede central se encuentra en Racine (Estados Unidos).
Las dominicas de Racine se dedican a la educación e instrucción cristiana de la juventud y forman parte de la familia dominica. En 2017, el instituto contaba con 130 religiosas y 15 comunidades, presentes solo en Estados Unidos.